# Bocks-Gänsefuß
Der Bocks-Gänsefuß (Chenopodium hircinum) ist eine Pflanzenart in der Familie der Fuchsschwanzgewächse (Amaranthaceae). Er stammt aus Südamerika und kommt unbeständig auch in Mitteleuropa vor.

## Beschreibung
Der Bocks-Gänsefuß ist eine einjährige krautige Pflanze mit einer Wuchshöhe von 20 bis 100 cm. Er ist stark bemehlt und riecht intensiv unangenehm nach verderbendem Fisch. Die wechselständigen Laubblätter sind (zumindest anfangs) beidseitig bemehlt und matt. Die Spreite der unteren Blätter ist deutlich dreilappig mit einem fast rechteckigen Mittellappen und nach vorne gerichteten Seitenlappen, die etwa bis zur Mitte der Spreitenlänge reichen. Der Spreitengrund verschmälert sich keilförmig. Der Blattrand ist mehr oder weniger gezähnt.
Der langästige Blütenstand besitzt im oberen Teil keine Tragblätter. Blütenstandsachsen und die grüne Blütenhülle sind mehlig bestäubt. Die reife Frucht bleibt in der Blütenhülle eingeschlossen. Der horizontale, längs abgeflachte Same ist glänzend und stumpfrandig. Die Samenschale ist mit wabenartigen Gruben und radialen Rillen bedeckt.
Die Blütezeit reicht von August bis Oktober.

### Chromosomenzahl
Die Chromosomenzahl beträgt 2n=36.

## Vorkommen und Gefährdung
Der Bocks-Gänsefuß ist in Südamerika in Argentinien, Bolivien, Chile, Paraguay und Uruguay heimisch. Seine Bestände gelten als global gefährdet. Als eingeführte Art kommt er auch in Südafrika sowie in Nordwesteuropa, Mitteleuropa und Teilen von Osteuropa vor.
In Deutschland ist der Bocks-Gänsefuß ein Neophyt, der selten und unbeständig in kurzlebiger Ruderalvegetation (Chenopodietea-Gesellschaften), besonders an Umschlagplätzen wie Bahnhöfen oder Hafenanlagen oder auf Wollabfällen auftaucht. Er bevorzugt trockene, nährstoffreiche, oft rohe Kies- oder Sandböden. Die wärmeliebende Art ist auf Tieflagen in Süd- und Mitteldeutschland beschränkt. Die ökologischen Zeigerwerte nach Landolt et al. 2010 sind in der Schweiz: Feuchtezahl F = 1+ (trocken), Lichtzahl L = 4 (hell), Reaktionszahl R = 3 (schwach sauer bis neutral), Temperaturzahl T = 5 (sehr warm-kollin), Nährstoffzahl N = 5 (überdüngt), Kontinentalitätszahl K = 2 (subozeanisch), Salztoleranz = 1 (tolerant).

## Systematik
Die Erstveröffentlichung von Chenopodium hircinum erfolgte 1833 durch Heinrich Adolph Schrader in Index Seminum (Göttingen), S. 2. Synonyme von Chenopodium hircinum Schrad. sind Chenopodium hircinum fo. genuinum (Schrad.) Aellen, Chenopodium bonariense Ten., Chenopodium ficifolium f. angustifolium (A. Ludw.) Aellen, Chenopodium ficifolium f. deminutum (A. Ludw.) Aellen und Chenopodium ficifolium f. multidentatum (A. Ludw.) Aellen.

## Belege
- Werner Rothmaler: Exkursionsflora, Band 4, Berlin, Volk und Wissen, 1982, S. 169 (Abschnitt Beschreibung)